# Grande vis du Louvre

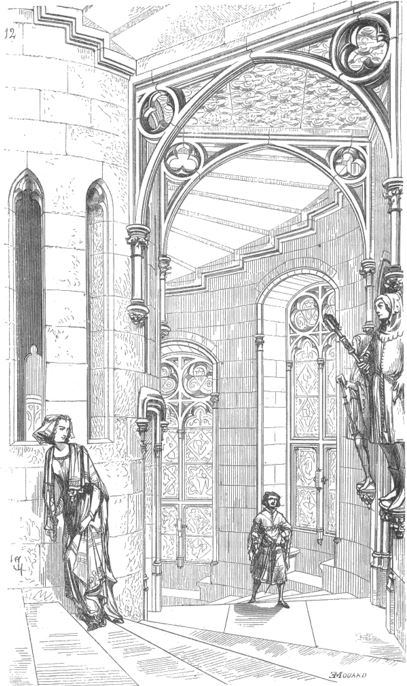
Vue perspective de la grande vis imaginée par Viollet-le-Duc.

La Grande vis du Louvre était un escalier situé à l'intérieur du Château du Louvre.

## Le contexte
C'est vers 1200 que Philippe-Auguste construit l'enceinte qui porte son nom autour de Paris pour protéger la capitale des anglais. Pour renforcer cette enceinte du côté Ouest, il fait construire le Château du Louvre, une forteresse importante avec quatre hauts murs protégés par des fossés inondés, des tours et un donjon.
À l'époque du roi Charles V (1364-1380), Paris s'est largement agrandi. Le roi a fait construire une nouvelle enceinte qui englobe les nouveaux quartiers. Le château du Louvre se retrouve donc à l'intérieur de cette nouvelle enceinte et perd l'essentiel de son intérêt militaire. Le roi fait transformer le château défensif en résidence royale. Il le rend plus confortable avec l'ouverture de nombreuses fenêtres, l'ajout de cheminées et de tourelles, la création de jardins.
Les escaliers constituent un réel problème, car ils sont à l'intérieur des bâtiments et étroits afin d'empêcher la progression d'assaillants.

## Description

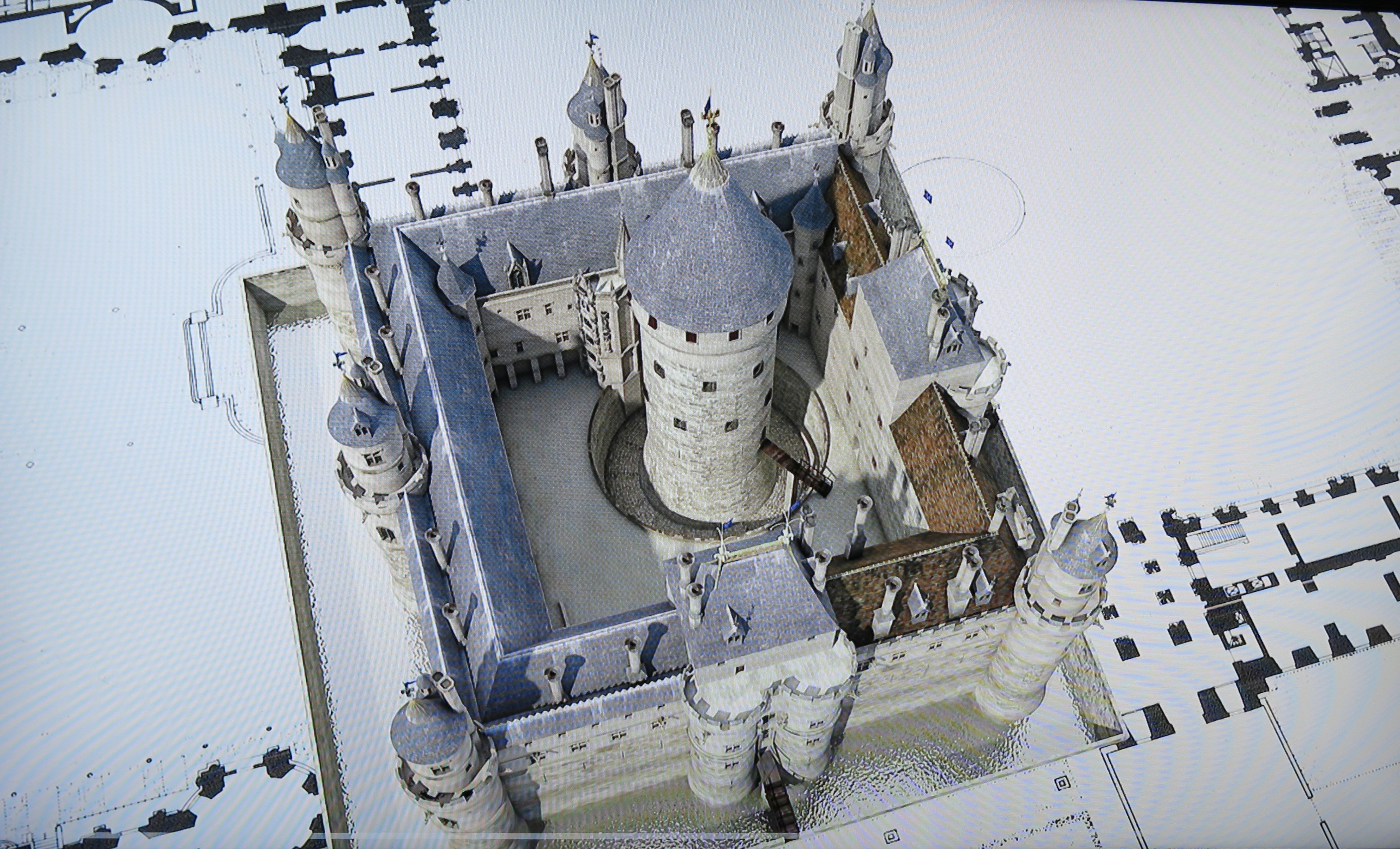
La Grande vis sur un dessin du château.

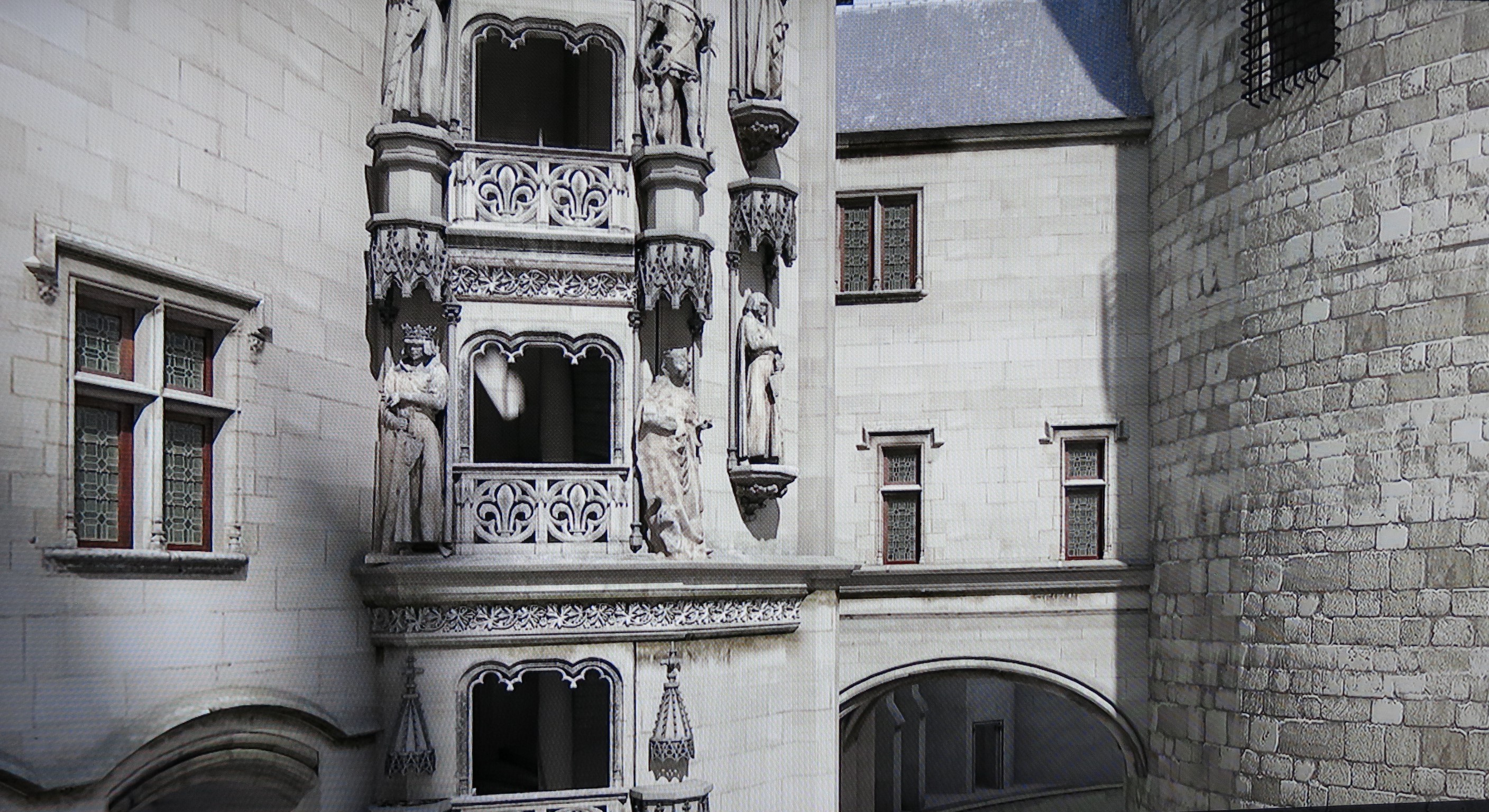
Vue de face de la Grande vis au niveau du 2e étage, avec sur la droite la passerelle vers la Grosse Tour.

Il est décidé de construire un nouvel escalier dans la cour du château, à l'extérieur des bâtiments. Mais la place manque en raison de la présence de la grosse tour et de la douve sèche qui l'entoure. C'est pour cette raison que l'escalier est du type escalier en spirale. Il est situé dans une nouvelle construction semblable à une tour, en saillie dans la cour du château, à proximité du logis Nord. Elle communiquait aussi par une passerelle en pierres avec la grosse tour du Louvre située au milieu de la cour .
Raymond du Temple est l'architecte chargé des transformations du château et notamment celles du logis nord avec le premier étage pour la reine et le second pour le roi, le rez-de-chaussée étant réservé aux pièces de service. C'est lui qui la construit à partir de 1364. Elle atteint 20 m de haut et 5 m de diamètre . Le terme de grande vis évoque le fait que c'était l'entrée principale des appartements royaux, plutôt que la taille de l'escalier lui-même. Les visiteurs de marque entraient dans la cour du château par l'entrée sud (celle située du côté de la Seine) et contournaient par la gauche la douve de la grosse tour pour atteindre l'entrée de la grande vis. Celle ci s'ouvrait non pas vers le sud mais vers le sud-ouest de façon à leur permettre une entrée axiale .
Les fouilles du XIXe siècle ont montré que la tour englobant l'escalier était d'un plan carré et non pas rond comme le croyait Viollet-le-Duc . Il comportait 83 marches : 16 pour le premier étage, 16 pour le deuxième, 16 pour le troisième et 35 pour le quatrième.  de 7 pieds de long (2,3 m), 1/2 d'épaisseurs (16 cm) et 2,5 de largeur (80 cm) .
Il se poursuivait par un escalier moins large, dit la petite vis, avec 41 marches de 3 pieds de long (1 m) et 1,5 (50 cm) de large  et débouchant sur une terrasse.
Il a été construit avec des pierres de la région parisienne, mais aussi pour le dernier étage, par manque de pierres de grande dimension, le réemploi de dalles tirées du cimetière des Innocents en 1365 .
L'escalier était décoré par des statues : le roi, la reine, leurs fils, la Vierge et Saint-Jean . Chaque porte est gardée symboliquement par des sergents d'arme taillés dans la pierre .
La grande vis était considérée comme un chef-d'œuvre architectural, à la fois d'un point de vue esthétique et technique. Elle a été détruite sous Louis XIII en 1639  peu de temps après le côté Nord du château du Louvre (1624).

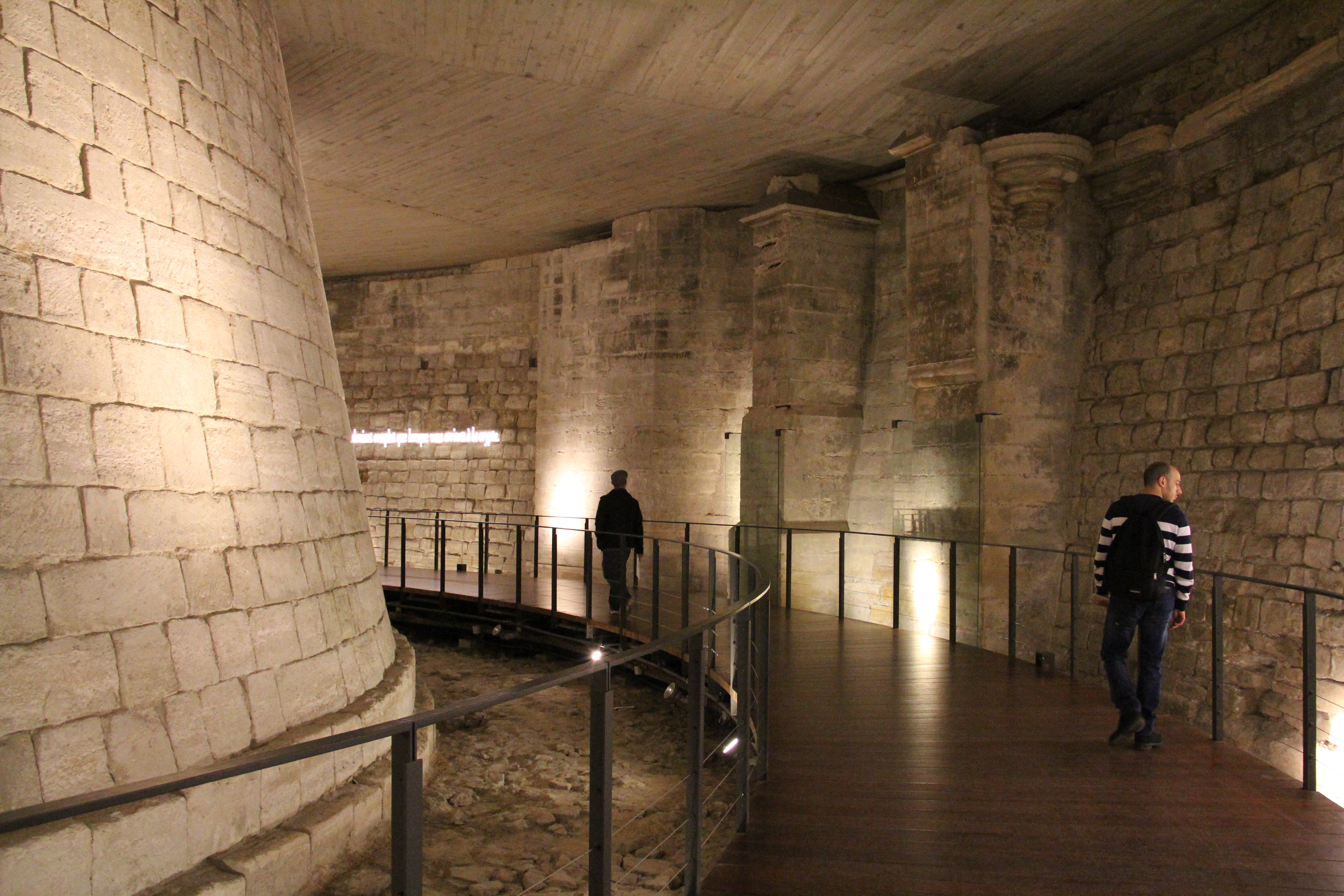
Restes des fondations de la grande vis.

Des restes des fondations de la grande vis sont visibles actuellement dans la partie Louvre médiéval du musée du Louvre.